# کیشا براون
کیشا براون (انگلیسی: Kiesha Brown؛ زادهٔ ۱۳ ژانویهٔ ۱۹۷۹) بازیکن بسکتبال اهل ایالات متحده آمریکا است.